# Security Service

Security Service

MI5 („Military Intelligence, Section Five“), nume oficial: Security Service, este agenția britanică de contrainformații și securitate internă. Împreună cu „Secret Intelligence Service” (SIS sau MI6), „Government Communications Headquarters” (GCHQ) și „Defence Intelligence Staff” (DIS) face parte din „Joint Intelligence Committee” (JIC).

## Misiune
Directorul general actual al serviciului, Jonathan Evans, a fost numit pe 22 aprilie 2007. Sarcinile MI5 sunt apărarea democrației parlamentare, intereselor economice ale Marii Britanii și combaterea criminalității. Are sarcini asemănătoare serviciului Secret Intelligence Service (MI6), care acționează însâ în exteriorul Marii Britanii. În cercurile guvernamentale britanice este numit pe scurt „MI5”, „Five” sau „The Box”, ultimul nume provinind de la cutia poștală „PO Box 3255, London SW1P 1AE”.

## Vedeți și
- Secret Intelligence Service